# İsmail Şahmalı
Ismail Sahmali (sinh 4 tháng 1 năm 1982) là một cầu thủ bóng đá Thổ Nhĩ Kỳ, đang thi đấu cho Ankaraspor.